# Urziceni, Satu Mare
Urziceni (colocvial Cenaloș, în maghiară Csanálos, în germană Schinal, Schöntal), este satul de reședință al comunei cu același nume din județul Satu Mare, Transilvania, România.

## Personalități
- József Tempfli, episcop de Oradea (1931-2016)